# Winnipeg J. A. Richardson International Airport
Winnipeg J. A. Richardson International Airport (engelska: Winnipeg James Armstrong Richardson International Airport, Winnipeg International Airport) är en flygplats i Kanada.   Den ligger i provinsen Manitoba, i den sydöstra delen av landet, 1 700 km väster om huvudstaden Ottawa. Winnipeg J. A. Richardson International Airport ligger 238 meter över havet.
Terrängen runt Winnipeg J. A. Richardson International Airport är mycket platt. Runt Winnipeg J. A. Richardson International Airport är det mycket tätbefolkat, med 1 313 invånare per kvadratkilometer.. Närmaste större samhälle är Winnipeg, 6,6 km öster om Winnipeg J. A. Richardson International Airport. 
Runt Winnipeg J. A. Richardson International Airport är det i huvudsak tätbebyggt.